# Malapert (cratère)
Pour les articles homonymes, voir Malapert.
Malapert est un cratère lunaire situé près du pôle sud, et localisé près des cratères Cabeus, Haworth et Shoemaker. À cette latitude, la lumière solaire n'arrive que de façon rasante, et il est ainsi presque perpétuellement plongé dans l'obscurité. Peu de détails sont discernables depuis le sol terrestre, en raison de la portée des ombres et sa morphologie n'est précise que par les sondes spatiales placées en orbite lunaire. Son contour est irrégulier avec de nombreux craterlets dans sa partie méridionale qui ont fait disparaître tout son rebord sud et communique ainsi directement avec les cratères voisins Haworth et Shoemaker. Des pics sont situés à l'intérieur du cratère. 
En 1935, l'union astronomique internationale a donné le nom de l'astronome et mathématicien belge Charles Malapert. 
Par convention, les cratères satellites sont identifiés sur les cartes lunaires en plaçant la lettre sur le côté du point central du cratère qui est le plus proche de Malapert.
| Malapert | Latitude | Longitude | Diamètre |
| -------- | -------- | --------- | -------- |
| A        | 80.4° S  | 3.4° W    | 24 km    |
| B        | 79.1° S  | 2.4° W    | 37 km    |
| C        | 81.5° S  | 10.5° E   | 40 km    |
| E        | 84.3° S  | 21.2° E   | 17 km    |
| F        | 81.5° S  | 14.9° E   | 11 km    |
| K        | 78.8° S  | 6.8° E    | 36 km    |